# Otton Pawłowicz
Otton Adam Pawłowicz, pseudonimy: „Siostra”, „Adam”, „Stefański”, „Otto” – (ur. 4 stycznia 1897 r. w Warszawie, akt chrztu wydany w Słowecznie, zm. 3 grudnia 1969 roku we Wrocławiu) – major Wojska Polskiego oraz wywiadowca II Oddziału Informacyjno-Wywiadowczego Komendy Głównej ZWZ Armii Krajowej.

## Życiorys
Urodził się 4 stycznia 1897 roku w majątku Słoweczno w powiecie owruckim na Wołyniu, na terenie obecnej Ukrainy, jako syn Jana Pawłowicza (z zawodu mierniczego) i Ksawery z d. Gryszkiewicz. 
Uczęszczał do szkoły miejskiej w Pińsku, a następnie do szkoły mierniczej w Kursku, którą ukończył w 1915 roku.
Kariera wojskowa
1 października 1915 roku wstąpił jako ochotnik do armii rosyjskiej. Został skierowany do 2 Szkoły Chorążych Piechoty w Moskwie, a w roku 1916 mianowany na pierwszy stopień oficera chorążego. Do 1917 pełnił funkcję w pułkach rezerwowych, następnie przydzielony został do 99 pp. Brał udział w walkach z Niemcami na froncie rumuńskim. Odbył też kurs K.M. przy Sztabie 9 Armii.
22 sierpnia 1917 roku został awansowany na ppor. piechoty. W tym samym roku służył też w sztabie 25 D.P., a w grudniu wstąpił do Legii Oficerskiej III Korpusu Polskiego; brał udział w walkach przeciwko bolszewikom. W roku 1918 dostał się do niewoli, skąd zdołał zbiec i wrócić do swojego oddziału. 7 kwietnia 1918 roku odznaczony został Krzyżem Walecznych.
2 maja 1918 roku został zwolniony do rezerwy po demobilizacji Korpusu III, następnie wstąpił do polskiej formacji gen. Żeligowskiego na Kubaniu. Ukończył I Szkołę Oficerów Piechoty Dywizji gen. Żeligowskiego. Ranny dwukrotnie trafił do niewoli wojsk Petlury, skąd zbiegł do Besarabii, a 28 grudnia 1918 wrócił do Warszawy.
11 lutego 1919 złożył podanie o przyjęcie do Armii Polskiej. 14 marca 1919 roku został zweryfikowany w stopniu podporucznika w grupie oficerów I, II i III Korpusów Polskich i armii rosyjskiej z zaliczeniem do I rezerwy armii i powołaniem do czynnej służby. Otrzymał przydział do dowództwa Grupy gen. Listowskiego z dniem 15 lutego 1919 roku.
9 lipca 1919 roku został przeniesiony z 23 pułku piechoty do 40 pułku piechoty. 21 lipca 1919 roku został przydzielony do batalionu zapasowego 22 pułku piechoty.
21 grudnia 1920 roku został zatwierdzony w stopniu porucznika piechoty z dniem 1 kwietnia 1920 roku. W 1920 roku został odznaczony Krzyżem Walecznych. W 1922 roku pozostawał w stopniu porucznika piechoty ze starszeństwem z dniem 1 czerwca 1919 roku i 756 lokatą. Nadal pełnił służbę w 22 pułku piechoty.
W 1924 roku w stopniu kapitana ze starszeństwem z dniem 15 sierpnia 1924 roku i 296 lokatą pełnił służbę w 22 pp.
W 1928 roku był dowódcą 3 kompanii granicznej batalionu KOP „Stołpce” w stopniu kapitana. 
Wojskową karierę w wywiadzie zrobił we Lwowie, gdzie po ukończeniu kursu informacyjno-wywiadowczego w 1930 r. objął stanowisko kierownika wywiadu zaczepnego. W 1932 i 1933 roku pełnił służbę w Sztabie Głównym. 
10 marca 1934 r. objął stanowisko zastępcy szefa Ekspozytury Nr 5 we Lwowie, został tam równocześnie Kierownikiem Referatu Organizacji Wywiadu.
W marcu 1939 roku nadal służył w Ekspozyturze Nr 5 we Lwowie Oddziału II Sztabu Głównego.
II wojna światowa
W przededniu wojny Otton Pawłowicz był kapitanem Ekspozytury Nr 5 Oddziału II Sztabu Głównego ze specjalnym zadaniem obserwacji trzech rejonów: Kieżmark – Medzilaborce; Rużomberk – Stara Lubowla; Chabówka – Cieszyn do Bratysławy.
Po napaści Niemiec na Polskę był pracownikiem polskiego poselstwa w Budapeszcie odpowiedzialnym za porozumienia SIS na Węgrzech i kwestię łączności z Londynem.
Od czerwca do września 1943 r. objął stanowisko kierownika sieci oraz równocześnie kierownikiem ds. organizacyjnych i koordynacji” w służbach specjalnych AK Wydziału Wywiadu Ofensywnego (kryptonim WW-72 – wywiad na kierunku wschodnim).
14 grudnia 1943 został aresztowany przez Gestapo w czasie zasadzki na ul. Hożej w Warszawie, razem z Anną Krajewską. Wydał ich polski agent Gestapo Eugeniusz Świerczewski. Major Pawłowicz trafił najpierw na kilka miesięcy do więzienia Pawiak, a 24 maja 1944 do niemieckiego obozu koncentracyjnego w Stutthof.  
Data i miejsce śmierci oraz miejsce pochówku mjr Ottona Pawłowicza pozostają nieznane.

## Odznaczenia
- dwukrotnie Krzyż Walecznych[7][13]

- dwukrotnie Srebrny Krzyż Zasługi[18][20]

- Krzyż Niepodległości[25][20]

## Rodzina
Syn Jana Pawłowicza i Ksawery z d. Hryszkiewicz. Siostra Alina Neumayer, brat Edwin Pawłowicz.
Żonaty z Wandą z d. Sienkiewicz, z którą miał troje dzieci: dwóch synów: Tadeusza i Zygmunta, oraz córkę - Jadwigę Sawko. 